# IC 3547
IC 3547 је појединачна звијезда у сазвјежђу Береникина коса која се налази на листи објеката дубоког неба у Индекс каталогу.
Деклинација објекта је + 26° 19' 46" а ректасцензија 12h 35m 48,8s.